# Fröslunda
Fröslunda is een plaats in de gemeente Enköping in het landschap Uppland en de provincie Uppsala län in Zweden. De plaats heeft 50 inwoners (2000) en een oppervlakte van 4 hectare. In 2005 was het aantal inwoners onder de 50 gezakt, om die reden wordt het aantal inwoners niet meer genoteerd door het Zweeds bureau voor statistiek.